# Hoscheid
Hoscheid (luxembourgsk: Houschent) er en kommune og et byområde i Luxembourg. Kommunen, som har et areal på 10,42 km², ligger i kantonen Diekirch i distriktet Diekirch. I 2005 havde kommunen 519 indbyggere. 